# Steve Rowe
Steve Rowe (enero, 1965) es el fundador, bajista y vocalista de la banda cristiana de metal extremo Mortification que es considerada pionera del Metal extremo cristiano.

## Biografía
Nacido en Melbourne, Australia. En el año 1997 a Steve le diagnosticaron leucemia lo que lo puso al borde de la muerte. Finalmente a través de largas horas de oración, Steve se recuperó y no ha tenido más problemas de salud, lo cual es parte de su testimonio al presentar el evangelio.
Steve es el dueño del sello discográfico Rowe Productions.
Steve conoció el estilo musical con bandas como AC/DC y Deep Purple gracias a su hermano Scott Rowe cuando sólo tenía 8 años de edad. Cuando cumplió 15 años sus bandas favoritas eran Iron Maiden, Motörhead y Judas Priest. Pero Steve había crecido en una casa de un fuerte corte bautista cristiano, lo cual le decepcionaba ya que la música que le gustaba siempre tuvo un mensaje en contra de su fe. En 1980 empezó a sentir que en su iglesia no era bien recibido, así que empezó a salir más de fiesta con sus amigos metaleros.
En 1983 Steve compró su primer bajo y empezó a practicar y a aprender. Sus influencias en su estilo para tocar bajo es Lemy de Motörhead, Joey DeMaio de Manowar y Steve Harris de Iron Maiden. En el mismo año un joven pastor de su antigua iglesia lo invitó a volver a su iglesia, le regaló una grabación hecha por la "Banda Resurreción". La lírica de este álbum lo hizo cambiar de opinión y reconvertirse, también, volver a la iglesia. Pero el no podía dejar sus convicciones religiosas por el Heavy metal, así que decidió formar una banda de metal cristiano. Él prometió que esta banda iba a cambiar la concepción del heavy metal en el mundo.
Inicialmente formó una banda con nuevos amigos de la iglesia, pero luego se dio cuenta de que encontrar personas con la misma visión no era fácil. La primera banda fue llamada Red Cross, pero el pastor de su iglesia dijo que era blasfemia usar el término cross para su banda. Sus planes no progresaban, por lo cual Rowe y un nuevo baterista llamado Rohan McDowell formaron ``Called King's Image´´ con dos mujeres. Esta banda duró solo un concierto.
Sin desanimarse Steve Rowe decide formar Lightforce en 1985. La banda contaba con Rohan en la batería, el guitarrista Chris Miller, el vocalista Phadrah Hirschfield y él mismo en el bajo.
Grabaron un demo en 1986. Steve se desilusionó de la iglesia a la que asistía, por lo que se unió a la iglesia Harvest Christian Centre, que tenía una gran extensión de iglesias juveniles para metaleros y punkeros.
Steve se encontró con jóvenes con la misma visión: Cameron Hall en la guitarra, Errol Willemburg en la batería y Steve Johnson como vocalista. Fuertemente influenciados por Barren Cross y Bloodgood, partieron el viaje en su misión de ganar a metaleros para iglesias evangélicas en 1987.
El mismo año ganan la batalla de bandas frente a cinco grupos seculares y así fueron aceptados en la escena australiana de metal.
En 1988 Murray Adams remplaza a Cameron Hall en la guitarra y la banda grabó Mystical Thieves a travesé del sello estadounidense Pure Metal Records, que ya era la casa de Rosannas Raiders, pastora de Rowe.
Lograron vender 13 000 copias de Mystical Thieves y comenzaron giras de apoyo por Australia a bandas como Stryper, Whitecross y Leviticus. La banda de Steve se estableció como el aporte australiano de metal cristiano en todo el mundo.
Cuando todo parecía listo para que Lightforce conquistara terrenos en el extranjero, Murray Adams y Steve Johnson salieron de la banda.
En 1989 Steve Rowe cambió a un thrash metal tipo alemán, para lo cual volvió a unir fuerzas con Cameron Hall y llegó el aporte eficaz del talentoso Jayson Sherlock en la batería. El vocalista de Vengeance Rising, Roger Martínez, llegó en 1990 a Australia para producir el primer álbum de Mortification, tal vez la banda de metal más importante de Australia: Break The Curse.
Ni las partidas de sus compañeros, ni la leucemia linfática que lo atacó, ni las amenazas de muerte por parte de metaleros no cristianos, ni la popularidad del black metal en la década de los 90 han podido detener esta iniciativa desde entonces. Llegando en 2001 a tener su primera gran gira internacional, por Australia, Sudáfrica, Europa, EE. UU., México, Chile, Argentina y Brasil.
Han sido muchas las críticas a la banda por diversas razones, principalmente los cambios de estilo en sus álbumes.
La salud de vocalista y bajista aún es complicada y necesita de constantes y costosos tratamientos para sostenerse en pie. En 2010 Steve Rowe comenzó un nuevo proyecto musical aparte de Mortification, llamado Wonrowe Vision, para el cual contó con su gran amigo Lincoln Bowen (ex-Mortification) en la guitarra.